# Peter Wallace
Le capitaine écossais Peter Wallace était l'un des lieutenants du célèbre corsaire anglais Walter Raleigh et l'un des premiers explorateurs de la côte de l'Amérique centrale au XVIIe siècle, devenu boucanier. 
En 1634, accompagné de bûcherons écossais, il a installé l'un des premiers camps de boucaniers caché dans la mangrove impénétrable du Belize, là où sera bâtie Bélize City. Capitaine du navire The Swallow, il a écumé ensuite la mer des Caraïbes.
D'autres sources, dont l'historien Daniel Van Eeuwen, citent la date de 1638 pour son arrivée dans la région et indiquent qu'il exploitait avec ses hommes le bois de Campeche.